# 红色警戒3：龙霸天下
《红色警戒3：龙霸天下》是一款基于2013年2月发行的在《红色警戒3》官方原版1.12的基础上制作的一个非官方游戏模组（MOD），由中国大陆的一个名为“牧星”的团队制作。是在中国大陆地区知名度较高的游戏模组。此模组在原版游戏中的三个阵营（苏军、盟军和旭日）外，新增了第四个具有中国特色的独立阵营，名为“天朝”。

## 特色
长城风格的建筑：具有与其他阵营相区别的中国特色长城风格的建筑
反物质科技：天朝阵营的专属科技
新的建造方式：所有天朝的建筑都是从空中降落并展开
完整的科技：科技机密协议，由盟军和苏军组成

## 版本
《龙霸天下》分为两个版本：娱乐版和竞技版。其中，娱乐版以追求娱乐效果为主，“天朝”阵营的单位设定得比其他阵营强大；竞技版则注重维持游戏的平衡性及竞技性，“天朝”的单位较娱乐版有较大削弱。

## 游戏单位
建筑：最新竞技版已经完成所有大型建筑模型及贴图
步兵：战鹰，鳞甲战士，玄铁兵，天朝工程兵，火焰兵，反物质军团兵（仅在娱乐版和战役中出现），特工，烈艳（英雄）
载具：漩涡采矿车，逆鳞坦克，狱炼战车，霸虎重型坦克，控声系统战车（仅在娱乐版和战役中出现），反物质坦克，麒麟建造车，天朝基地车（天朝MCV）
飞行器：鬼魅搜猎机，苍穹战机，天煞空天母舰，无人子机霄影（天煞空天母舰运载）
船只：蝮蛇突击舰，两栖装甲运兵车，青龙支援战舰，天尊潜艇，玄武战列舰
隐藏单位：黄金霸虎重型坦克（威力比普通霸虎重型坦克大，可两栖）

## 战役设定
本战役已经完成三关
- 第一关 起义时刻

地点：中国 南昌   指挥官与朱烈等人领导的起义军在南昌城内汇合，一举攻下南昌城。
- 第二关 滔滔湘水

地点：中国 长沙    指挥官与唐慕东等人利用夺得的帝国盟军基地，迅速摧毁长沙的帝国要塞。 
- 第三关 向长江前进

地点：中国 武汉     指挥官与纳西雅贞等人带领部队营救被困友军后夺回坦克基地，并最终解放武汉全境。